# コシャマイン記
『コシャマイン記』（コシャマインき）は、鶴田知也の短編小説。アイヌの酋長コシャマイン（著名なコシャマインとは別人という設定）と日本人との争いを叙事詩的に描く。1936年（昭和11年）に第3回芥川賞を受賞した。

## 概要
1936年（昭和11年）、伊藤永之介らと創刊した同人雑誌「小説」の2月号に発表。8月、第3回芥川賞を受賞し、10月に単行本『コシャマイン記』を改造社より刊行。

## あらすじ
巫女カピナトリは謡う。日本人からの迫害に対して蜂起し勇猛で知られたセタナ部落の酋長の血統は、何度もだまし討ちに合い、幼きコシャマインとその母を残してすべて滅びた。アイヌの英雄コシャマインにあやかった名前をもつ彼は祖先の思いを胸に、同族をまとめあげ再起するために各地を放浪し逞しく成長していく。しかしまとまるどころか同族同士で争い合い、信頼できる仲間は倒れ、そして多くの同胞は立ち向かう気概をすでに失っていた。失意のコシャマインは妻と老いた母と共にひっそりと暮らしていたが、あるきっかけで日本人と親しくなり心を許し酒を酌み交わす。そして祖先と同じようにだまし討ちに合い、その生涯を終える。

## 芥川賞の受賞について
昭和11年上半期芥川賞の銓衡委員は、菊池寛、久米正雄、山本有三、佐藤春夫、谷崎潤一郎、室生犀星、小島政二郎、佐佐木茂索、瀧井孝作、横光利一、川端康成の11名。候補作としては高木卓「遣唐船」、北条民雄「いのちの初夜」、鶴田知也「コシャマイン記」、小田嶽夫「城外」、横田文子「白日の書」、緒方隆士「虹と鎖」、打木村治「部落史」、矢田津世子「神楽坂」の8編が挙げられ、1936年（昭和11年）8月10日の芥川・直木賞両賞委員総会で受賞作は「コシャマイン記」と小田嶽夫の「城外」の2作品に決定した。「コシャマイン記」に関しては菊池寛によれば、「殆んど満場一致で入選した」とのことである。

## 書籍
- 『コシヤマイン記 - 他六篇』改造社、1936年
- 『コシャマイン記・ベロニカ物語 - 鶴田知也作品集』講談社文芸文庫、2009年